# Visuele dubbelster

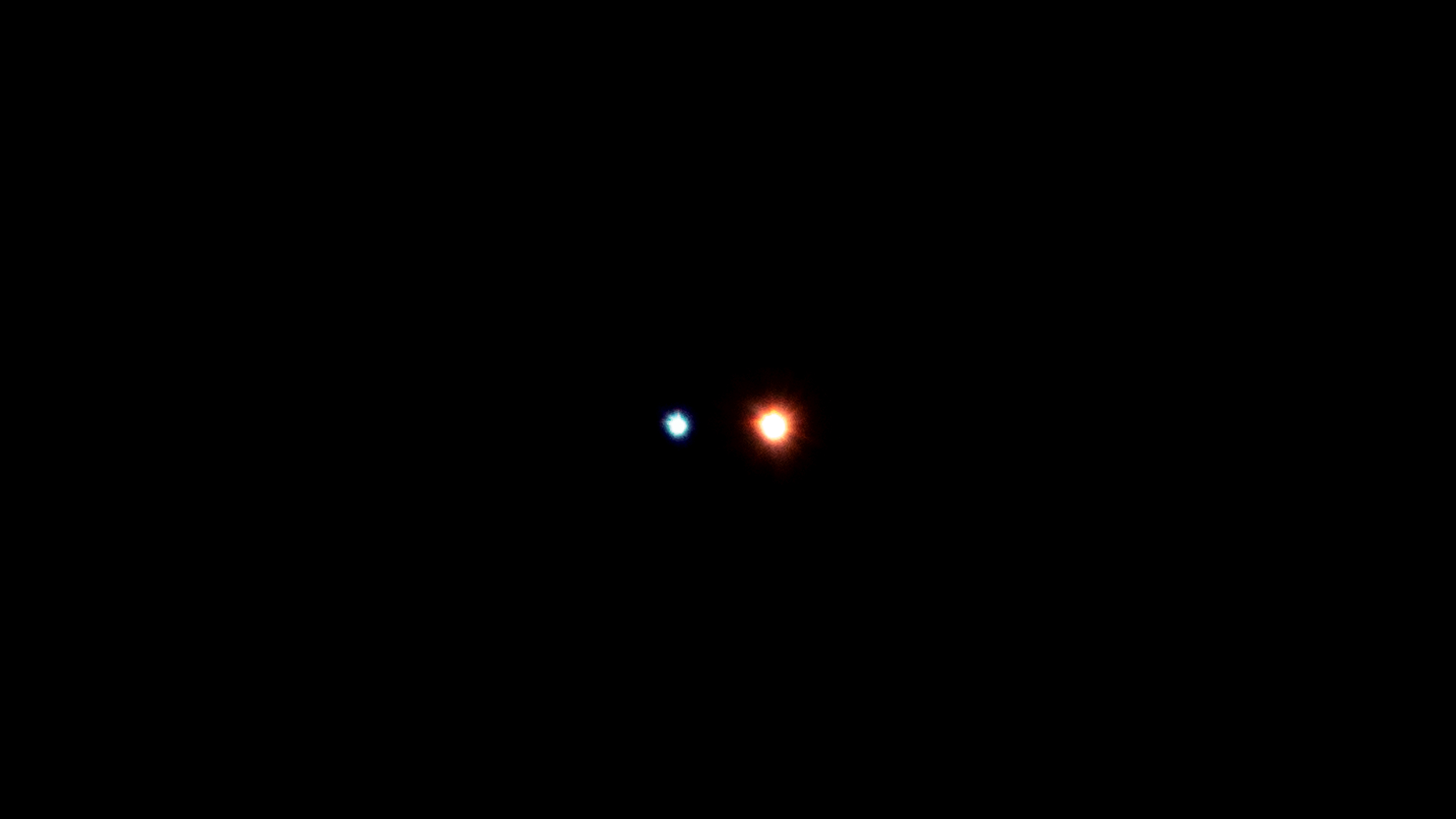
De visuele dubbelster Albireo

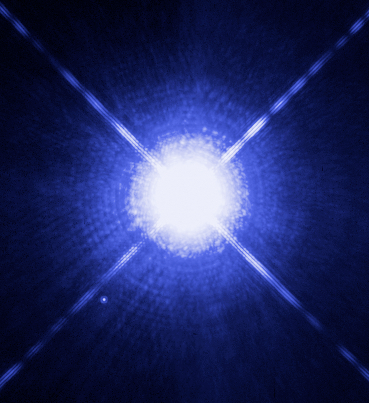
Foto van het Sirius-stelsel, genomen door de Hubble ruimtetelescoop, Sirius B staat linksonder.

Een visuele dubbelster is een dubbelster waarvan de leden met een telescoop apart te zien zijn, in tegenstelling tot de leden van een spectroscopische dubbelster.
In het algemeen staan de leden van een visuele dubbelster verder van elkaar vandaan dan de leden van een spectroscopische dubbelster. Van veel visuele dubbelsterren staan de leden slechts schijnbaar vlak bij elkaar, in werkelijkheid staat de ene ster veel verder weg dan de andere.
Welke dubbelsterren nog met een telescoop te scheiden zijn hangt af van het scheidend vermogen van de telescoop. Bepaalde dubbelsterren die vandaag nog alleen spectroscopische zijn zullen visuele dubbelsterren kunnen worden als de ontwikkelingen in telescooptechnologie verder gaan.
EBLM J0555-57 is een visuele dubbelster, maar EBLM J0555-57A heeft nog een rode dwerg om zich heen cirkelen (57Ab), waardoor die twee weer een spectroscopische dubbelster zijn.